# 大和の古道
大和の古道（やまとのこどう）とは、日本の古代道路のうち、大和国内に設置されたものをいい、
- 奈良盆地の東、平地と山地の間を縫うように南北に通る道。山辺の道（やまのべのみち）
- 奈良盆地の中央より東を南北に平行する三本の縦貫道。上ツ道（かみつみち）、中ツ道（なかつみち）、下ツ道（しもつみち）。また、これを「大和三道」ともいう。
- 奈良盆地の中央と南部を東西に平行する二本の横断道。横大路（よこおおじ）、北の横大路
- 奈良盆地の中央部を斜め（北北西-南南東方向）に通る道。筋違道（すじかいみち）

などがある。
| 大和の古代道路概略地図 |
| --- |
| 山 辺 の 道 上 ツ 道 中 ツ 道 下 ツ 道 筋 違 道 暗越 龍田道 北の横大路 大 津 道 丹比道 横大路 山 田 道 平城京 藤 原 京 法 隆 寺 卍 ▲ 畝 傍 山 |
| 各道路の位置関係を示す。 （注）表示環境によって文字（内部リンク）の位置がずれることがあります。                                               |

## 上ツ道・中ツ道・下ツ道概要
南北にまっすぐ通る三道は、ほぼ4里（一里 = 531メートル、四里で約2120m）の等間隔をなしており、東から順に上ツ道、中ツ道、下ツ道と平行に並んでいる。現在でも形跡が残っている箇所も多く存在する。
三道の敷設年代については、『日本書紀』孝徳天皇の白雉4年 (653年) 六月条に「処処の大道を脩治（つく）る」とあることなどを勘案して7世紀半ば頃に敷設されたと推定されている。
また、『日本書紀』によれば、壬申の乱の奈良盆地での戦闘記事には、すでにこの三道の名が見えるので、天武朝以前には完成していたことが知られる。
三道の目的については、よく分かっていない。7世紀に飛鳥盆地や周辺の丘陵部で宮殿・寺院・貴族の邸宅の造営などが相次いで行われた。とりわけ斉明朝には、巨大な建築物や山をも取り込んで石造の巨大施設が作られており、その材料の運搬のための道路であるとも考えられる。また、壬申の等乱でこの三道が効果的によく用いられているところから、軍事用に作られたのではないか、とも推測されている。

### 上ツ道
上ツ道は桜井市から奈良盆地東端の山沿いを北上して、天理市を経て奈良市中部（猿沢池）に至る古道。古墳時代には物部氏の西山古墳と南では箸墓古墳を結んでいたのではないか。近世では上街道と呼ばれた。現在では伊勢街道、長谷街道などとよばれている。
南は桜井市仁王堂で横大路と交わり、更にその先は山田道を経て飛鳥へと通じている。また、櫟本（天理市）で「北の横大路」と交わっている。

### 中ツ道
中ツ道は、上ツ道と下ツ道の間約2.1kmの所を平行して通り、橿原市の天香具山北麓から奈良市北之庄町に至る直線道である。道筋は現在の奈良県道51号天理環状線と概ね合致・平行している。南は藤原京の東京極をなし、北ではのちの平城京の東京極となった。更に南は香具山を迂回し橘寺へ至るため、近世は橘街道と呼ばれた。中ツ道また飛鳥の中心部を通っている。南の延長線上に「ミハ山」があり、『万葉集』 (13-3230) にも詠まれている。その「ミワ山」が「神名火山」で、「神岳」である吉野に通ずる道しるべであるかも知れない。更に南下すれば芋峠を経て吉野に至る。近江朝廷を脱出した大海人皇子は、この中ッ道を通って吉野の嶋宮に入ったと推測されている。
平安時代には吉野詣で賑わい、御堂関白記には藤原道長もこの道を経て吉野へ向かったと記されている。他の道に比べれば形跡はあまりはっきりと残っておらず、途切れがちな印象である。
2013年5月11日に、中ツ道の遺構とみられる跡が発見されたと、調査した奈良県立橿原考古学研究所が発表した。天理市喜殿町の県道拡幅に伴う調査で、幅約2.2m、深さ約70cmの側溝跡とみられる溝が発見され、その西側で幅約3m、南北約15mにわたって路面跡とみられる遺構が出土した。砂混じりの土を突き固めた舗装を行っており、側溝跡からは土器なども出土しており、それらの年代などから平安時代後期まで道路として使われていたと見られる。

### 下ツ道
下ツ道は、藤原京（現・橿原市）の西京極から、奈良盆地の中央を北上し、平城京（現・奈良市）の朱雀大路となる。道幅は、両側にある側溝の中心間で22.7メートルである。橿原市大軽町と五条野町に跨る見瀬丸山古墳の周濠の西端をかすめて南進している。路面や東西の側溝は、平城宮朱雀門の下層、稗田遺跡、藤原京右京五条四坊などで検出されている。7世紀後半には敷設されていたと考えられている。道路の規模は34.5メートル、路面幅は18メートルで横大路（道路規模は42メートル、路面幅35メートル）に次いで広い。
橿原市から天理市にかけては、現在の国道24号と概ね合致・平行する。近世には中街道と呼ばれるようになった。

## 横大路
現在の桜井市の三輪山の南から葛城市の二上山付近まで東西に設置された道と、生駒郡斑鳩町の法隆寺付近から天理市の櫟本まで東西に通っていた道があり、通常、横大路とは前者のことを指し、後者は「北の横大路」と区別される。

## 筋違道
法隆寺（生駒郡斑鳩町）付近から飛鳥（高市郡明日香村）へほぼ一直線に結んでいたとされる官道。南北から北北西-南南東方向に約20度傾いて設置されているところから、筋違道と呼ばれた。斜行道（しゃこうどう）とも呼ばれた。また、聖徳太子が行き来したとされることから、「太子道」とも呼ばれた。

## 山辺の道
山辺の道は、奈良盆地の東南にある三輪山のふもとから東北部の若草山に並んでいる春日山のふもとまで、盆地の東端を山々の裾を縫うように通る道である。一帯は大和青垣国定公園となっている。

## 脚註
1. ↑  古代幹線道、砂で舗装　奈良で「中ツ道」の遺構見つかる（2013年5月11日 日本経済新聞）
2. ↑  「中ツ道」路面跡か、遺構が出土　奈良・天理（2013年5月11日 朝日新聞デジタル）